# لیلکی (گیاه)
لیلکی (نام علمی: Gleditsia caspica) نام یک گونه از سرده گلدیتسیا است.
این درخت کهن ترین درخت ایران و جهان و بازمانده و نجات یافته از عصر یخبندان است که در جنگل های هیرکانی شمال ایران وجود دارد و همچنین دارای چوب سختی می باشد که بومیان شمال ایران مخصوصا اشکور رحیم‌آباد و منطقه تالش از آن در ساخت تاسیسات چوبی مثل خانه، طویله،انباری و...استفاده می کنند. دانه گیاه به شکل لوبیا اما به صورت پهن می‌باشد. از این دانه لوبیا شکل برای تغذیه دام ها استفاده می شود. راه تکثیر لیلکی استفاده از دانه است. همچنین از برگهای این گیاه در صنعت رنگ رزی استفاده میشود.
میوه‌های آن به صورت نیام‌های هلالی بوده و گل آذین آن از نوع سنبله است.